# فهرست قالب‌های پرونده
این فهرست شامل انواع قالب‌های پرونده‌های (file format) رایانه‌ای برحسب کاربرد آنها است.

## قالب‌های بایگانی و فشرده‌شده
- ?کیو? (?Q?) : قالب پرونده‌های فشرده‌شده توسط برنامه اس‌کیو
- ۷زد (۷z) : قالب پرونده‌های فشرده‌شده توسط برنامه ۷-زیپ
- ای‌سی‌ئی (ace) : قالب پرونده‌های فشرده‌شده توسط برنامه ای‌سی‌ئی‌وین
- ای‌ال‌زد (alz) : قالب پرونده‌های فشرده‌شده توسط برنامه آلزیپ
- ای‌تی۳ (at۳) : قالب پرونده‌های فشرده‌شده توسط فشرده‌ساز یو ام دی سونی
- بی‌کی‌ئی (bke) : قالب پرونده‌های فشرده‌شده توسط فشرده‌ساز وب‌گاه BackupEarth.com
- ای‌آرسی (arc): قالب پرونده‌های فشرده‌شده توسط برنامه ای‌آرسی
- ای‌آرجی (arj): قالب پرونده‌های فشرده‌شده توسط برنامه ای‌آرجی
- بی‌ای (ba) : قالب پرونده‌های فشرده‌شده توسط برنامه اسکیفر
- بی‌آی‌جی (big) : قالب پرونده‌های فشرده‌شده که در بازی‌های رایانه‌ای شرکت الکترونیک آرتز

استفاده می‌شود.
- بی‌آی‌کی (bik) : قالب پرونده‌های بینک ویدئو. یک سامانه فشرده‌سازی تصویری که توسط شرکت راد گیم تولز گسترش داده می شود.
- بی‌کی‌اف (bkf) : قالب پرونده‌های فشرده‌شده توسط برنامه ان‌تی‌بک‌آپ
- بی‌زیپ۲ (bz۲) : قالب پرونده‌های فشرده‌شده توسط برنامه بی‌زیپ۲
- سی‌ای‌بی (cab)
- سی‌پی‌تی (cpt) : قالب پرونده‌های فشرده‌شده توسط برنامه کمپکت پرو
- دی‌ای‌ای (daa)
- دی‌ئی‌بی (deb) : قالب پرونده‌های بایگانی در دبیان
- دی‌ام‌جی (dmg)
- جی‌زد (gz) : قالب پرونده‌های فشرده‌شده توسط برنامه جی‌زیپ
- جی‌ای‌آر (jar) : قالب پرونده‌های بایگانی شده در سکوی جاوا
- ال‌بی‌آر (lbr)
- ال‌زداچ (lzh) : قالب پرونده‌های فشرده‌شده توسط برنامه بیت کوئیز
- آرای‌آر (rar)
- تی‌ای‌آر (tar)
- زدآی‌پی (zip)

## قالب‌های کمک رایانه
- تری‌دی‌ام‌ال‌دبلیو (۳dmlw)
- تری‌دی‌ایکس‌ام‌ال (۳dxml)
- ای‌سی‌پی (ACP)
- ای‌آر (AR)
- ای‌آرتی (ART)
- ای‌اس‌سی (ASC)
- بی‌آی‌ام (BIM)
- سی‌سی‌سی (CCC)
- سی‌سی‌ام (CCM)
- سی‌سی‌اس (CCS)
- سی‌ای‌دی (CAD)
- سی‌جی‌آر (cgr)
- سی‌او (CO)
- دی‌آردبلیو (DRW)
- دی‌دبلیوجی (DWG)
- دی‌اف‌تی (DFT)
- دی‌جی‌ان (DGN)
- دی‌جی‌کی (DGK)
- دی‌ام‌تی (DMT)
- دی‌ایکس‌اف (DXF)
- دی‌دبلیوبی (DWB)
- دی‌دبلیواف (DWF)
- ئی‌ام‌بی (EMB)
- ئی‌اس‌دبلیو (ESW)
- اف‌ام (FM)
- اف‌ام‌زد (FMZ)
- جی (G)
- جی‌آربی (GRB)
- جی‌تی‌سی (GTC)
- آی‌ای‌ام (IAM)
- آی‌سی‌دی (ICD)
- آی‌دی‌دبلیو (IDW)
- آی‌اف‌سی (IFC)
- آی‌جی‌ئی‌اس (IGES)
- آی‌پی‌ان (IPN)
- آی‌پی‌تی (IPT)
- پی‌ای‌آر (PAR)
- پی‌آرتی (PRT)
- پی‌ال‌ان (PLN)
- پی‌اس‌ام (PSM)
- پی‌دبلیوآی (PWI)
- پی‌وای‌تی (PYT)
- اس‌کی‌پی (SKP)
- آرال‌اف (RLF)
- آروی‌تی (RVT)
- آراف‌ای (RFA)
- اس‌ال‌دی‌ای‌اس‌ام (SLDASM)
- اس‌ال‌دی‌دی‌آردبلیو (SLDDRW)
- اس‌ال‌دی‌پی‌آرتی (SLDPRT)
- اس‌تی‌ئی‌پی (STEP)
- تی‌سی‌تی (TCT)
- تی‌سی‌دبلیو (TCW)
- وی‌سی۶ (VC۶)
- وی‌ال‌ام (VLM)
- وی‌اس (VS)
- ایکس‌ئی (XE)

## قالب‌های پایگاه داده‌ها
- ای‌سی‌سی‌دی‌بی (ACCDB)
- ای‌دی‌تی (ADT)
- ای‌پی‌آر (APR)
- بی‌اوایکس (BOX)
- سی‌اچ‌ام‌ال (CHML)
- دی‌ای‌اف (DAF)
- دی‌ای‌تی (DAT)
- دی‌بی (DB)
- دی‌بی‌اف (DBF)
- ئی‌جی‌تی (EGT)
- ئی‌اس‌اس (ESS)
- ئی‌ای‌پی (EAP)
- اف‌دی‌بی (FDB)
- اف‌آرام (FRM)
- جی‌دی‌بی (GDB)
- جی‌دی‌بی (GDB)
- کائی‌ایکس‌آی‌سی (KEXIC)
- ال‌دی‌بی (LDB)
- ام‌دی‌بی (MDB)
- ام‌دی‌ئی (MDE)
- ام‌دی‌اف (MDF)
- ام‌وای‌دی (MYD)
- ام‌وای‌آی (MYI)
- ان‌سی‌اف (NCF)
- ان‌اس‌اف (NSF)
- ان‌تی‌اف (NTF)
- اودی‌بی (ODB)
- اوآرای (ORA)
- پی‌دی‌بی (PDB)
- پی‌دی‌آی (PDI)
- پی‌دی‌ایکس (PDX)
- پی‌آرسی (PRC)
- اس‌کیوال (SQL)
- آرئی‌ال (REL)
- آرآی‌ان (RIN)
- اس‌دی‌بی (SDB)
- یودی‌ال (UDL)
- دبلیودی‌بی (WDB)

## قالب‌های نشر رومیزی
- ای‌آیی (AI)

- ای‌وی‌ای‌/زد‌ای‌وی‌ای (AVE/ZAVE)

- سی‌دی‌آر (CDR)

- دی‌او‌اس/جی‌ایی‌ام (DOS/GEM)

- سی‌پی‌تی (CPT)

- دی‌تی‌پی (DTP)

- اف‌ام (FM)

- جی‌دی‌‌آر‌ای‌دبلیو (GDRAW)

- آی‌ال‌ دی‌او‌سی (ILDOC)

- آی‌ان‌دی‌دی (INDD)

- ام‌سی‌اف (MCF)

- پی‌دی‌اف (PDF)

- پی‌ام‌دی (PMD)

- پی‌پی‌پی (PPP)

- پی‌اس‌دی (PSD)

- پی‌یو‌بی (PUB)

- کیو‌ایکس‌دی (QXD)

- اس‌ال‌ای/اس‌سی‌دی (SLA/SCD)

- ایکس‌سی‌اف (XCF)

## قالب‌های پرونده‌های فونت
- ای‌بی‌اف (ABF)
- ای‌اف‌ام (AFM)
- بی‌دی‌اف (BDF)
- بی‌ام‌اف (BMF)
- بی‌آر‌اف‌ان‌تی (BRFNT)
- اف‌ان‌تی (FNT)
- اف‌او‌ان (FON)
- ام‌جی‌اف (MGF)
- او‌تی‌اف (OTF)
- پی‌سی‌اف (PCF)
- اس‌اف‌دی (SFD)
- اس‌ان‌اف (SNF)
- تی‌دی‌اف (TDF)
- تی‌اف‌ام (TFM)
- تی‌تی‌اف (TTF .ttf, .ttc)
- یو‌اف‌او (UFO)
- دبلیو‌او‌اف‌اف (WOFF)

## قالب‌های صوتی

#### فشرده نشده
- ۸‌اس‌وی‌ایکس (8SVX)
- ۱‌۶‌اس‌وی‌ایکس (16SVX)
- ای‌یو (AU)
- بی‌دبلیو‌اف (BWF)
- سی‌دی‌دی‌ای (CDDA)
- آر‌ای‌دبلیو (RAW)
- دبلیو‌ای‌وی (WAV)

#### فشرده شده
- آر‌ای‌,‌ ‌آر‌ام (RA, RM)
- اف‌ال‌ای‌سی (FLAC)
- ال‌ای (LA)
- پی‌ای‌سی (PAC)
- ای‌پی‌ای (APE)
- آر‌کی‌ای (RKA)
- اس‌اچ‌ان (SHN)
- تی‌ای‌کی (TAK)
- تی‌اچ‌دی (THD)
- تی‌تی‌ای (TTA)
- دبلیو‌وی (WV)
- دبلیو‌ام‌ای (WMA)
- بی‌آر‌اس‌تی‌ام (BRSTM)
- ای‌اس‌تی (AST)
- ای‌دبلیو (AW)
- پی‌اس‌اف (PSF)

#### فشرده‌سازی بااتلاف
- ای‌سی‌3 (AC3)
- ای‌ام‌آر (AMR)
- ام‌پی‌۱  (MP1)
- ام‌پی‌۲ (MP2)
- ام‌پی‌۳ (MP3)
- ام‌پی‌ای‌جی‌ (MPEG)
- اس‌پی‌ایکس (SPX)
- جی‌اس‌ام (GSM)
- دبلیو‌ام‌ای (WMA)
- ای‌ای‌سی (AAC)
- ام‌پی‌سی (MPC)
- وی‌کیو‌اف (VQF)
- او‌تی‌اس (OTS)
- اس‌دبلیو‌ای (SWA)
- وی‌او‌ایکس (VOX)
- وی‌او‌سی (VOC)
- دی‌دبلیو‌دی (DWD)
- اس‌ام‌پی (SMP)
- او‌جی‌جی (OGG)

#### فایل هاینتبرگ
- ای‌بی‌سی (ABC)
- دی‌ای‌آر‌ام‌اس (DARMS)
- ای‌تی‌اف (ETF)
- *جی‌پی (GP*)
- کی‌ای‌آر‌ان (KERN)
- ال‌وای (LY)
- ام‌ای‌آی (MEI)
- ام‌یو‌اس‌,‌ ‌ام‌یو‌اس‌ایکس (MUS, MUSX)
- ام‌ایکس‌ال‌,‌ ‌ایکس‌ام‌ال (MXL, XML)
- ام‌اس‌سی‌ایکس‌,‌ ‌ام‌اس‌سی‌زد (MSCX, MSCZ)
- اس‌ام‌دی‌ال (SMDL)
- اس‌آی‌بی (SIB)

#### سایر قالب های صوتی
- ان‌آی‌اف‌اف (NIFF)
- پی‌تی‌بی (PTB)
- ای‌اس‌اف (ASF)
- سی‌یو‌اس‌تی (CUST)
- جی‌وای‌ام (GYM)
- جی‌ای‌ام (JAM)
- ام‌ان‌جی (MNG)
- آر‌ام‌جی (RMJ)
- اس‌آی‌دی (SID)
- اس‌پی‌سی (SPC)
- تی‌ایکس‌ام (TXM)
- وی‌جی‌ام (VGM)
- وای‌ام (YM)
- پی‌وی‌دی (PVD)

## قالب‌های تصویری

#### ویدیویی
- ای‌ای‌اف (AAF)
- ۳‌جی‌پی (3GP)
- جی‌آی‌اف (GIF)
- ای‌اس‌اف (ASF)
- ای‌وی‌سی‌اچ‌دی (AVCHD)
- ای‌وی‌آی (AVI)
- سی‌ای‌ام (CAM)
- سی‌او‌ال‌ال‌ای‌بی (COLLAB)
- دی‌ای‌تی (DAT)
- دی‌اس‌اچ (DSH)
- اف‌ال‌وی (FLV)
- اف‌ال‌ای (FLA)
- اف‌ال‌آر (FLR)
- اس‌او‌ال (SOL)
- اس‌تی‌آر (STR)
- ام‌۴‌وی (M4V)
- ام‌کی‌وی (MKV)
- دبلیو‌آر‌ای‌پی (WRAP)
- ام‌ان‌جی (MNG)
- ام‌او‌وی (MOV)
- ام‌پی‌ای‌جی‌ (MPEG .mpeg, .mpg, .mpe)
- تی‌اچ‌پی (THP)
- ام‌پی‌۴‌ (MP4)
- ام‌ایکس‌اف (MXF)
- آر‌او‌کیو (ROQ)
- ان‌اس‌وی (NSV)
- او‌جی‌جی (Ogg)
- آر‌ام (RM)
- اس‌وی‌آی (SVI)
- اس‌ام‌آی (SMI)
- اس‌دبلیو‌اف (SWF)
- دبلیو‌ام‌وی (WMV)
- دبلیو‌تی‌وی (WTV)
- وای‌یو‌وی (YUV)
- دبلیو‌ای‌بی‌ام (WebM)

#### تصویریی
- ای‌آر‌تی (ART)
- بی‌ال‌پی (BLP)
- بی‌ام‌پی (BMP)
- بی‌تی‌آی (BTI)
- سی‌دی‌۵ (CD5)
- سی‌آی‌تی (CIT)
- سی‌پی‌تی (CPT)
- سی‌آر‌۲ (CR2)
- سی‌ال‌آی‌پی (CLIP)
- سی‌پی‌ال (CPL)
- دی‌دی‌اس (DDS)
- دی‌آی‌بی (DIB)
- دی‌جی‌وی‌یو (DjVu)
- ای‌جی‌تی (EGT)
- ای‌ایکس‌آی‌اف (Exif)
- جی‌آی‌اف (GIF)
- جی‌آر‌اف (GRF)
- آی‌سی‌ان‌اس (ICNS)
- آی‌سی‌او (ICO)
- آی‌اف‌اف‌ (IFF .iff, .ilbm, .lbm)
- جی‌ان‌جی (JNG)
- جی‌پی‌ای‌جی‌,‌ ‌جی‌اف‌آی‌اف‌ (JPEG, JFIF (.jpg or .jpeg))
- جی‌پی‌۲ (JP2)
- جی‌پی‌اس (JPS)
- کی‌آر‌ای (KRA)
- ال‌بی‌ام (LBM)
- ام‌ای‌ایکس (MAX)
- ام‌آی‌اف‌اف (MIFF)
- ام‌ان‌جی (MNG)
- ام‌اس‌پی (MSP)
- ان‌آی‌تی‌اف (NITF)
- او‌تی‌بی (OTB)
- پی‌بی‌ام (PBM)
- پی‌سی‌۱ (PC1)
- پی‌سی‌۲ (PC2)
- پی‌سی‌۳ (PC3)
- پی‌سی‌اف (PCF)
- پی‌سی‌ایکس (PCX)
- پی‌دی‌ان (PDN)
- پی‌جی‌ام (PGM)
- پی‌آی‌۱ (PI1)
- پی‌آی‌۲ (PI2)
- پی‌آی‌۳ (PI3)
- پی‌آی‌سی‌تی‌,‌ ‌پی‌سی‌تی (PICT, PCT)
- پی‌ان‌جی (PNG)
- پی‌ان‌ام (PNM)
- پی‌ان‌اس (PNS)
- پی‌پی‌ام (PPM)
- پی‌اس‌بی (PSB)
- پی‌اس‌دی‌,‌ ‌پی‌دی‌دی (PSD, PDD)
- پی‌اس‌پی (PSP)
- پی‌ایکس (PX)
- پی‌ایکس‌ام (PXM)
- پی‌ایکس‌آر (PXR)
- کیو‌اف‌ایکس (QFX)
- آر‌ای‌دبلیو (RAW)
- آر‌ال‌ای (RLE)
- اس‌سی‌تی (SCT)
- اس‌جی‌آی‌,‌ ‌آر‌جی‌بی‌,‌ ‌آی‌ان‌تی‌,‌ ‌بی‌دبلیو (SGI, RGB, INT, BW)
- تی‌جی‌ای‌ (TGA .tga, .targa, .icb, .vda, .vst, .pix)
- وی‌تی‌اف (VTF)
- ایکس‌بی‌ام (XBM)
- ایکس‌سی‌اف (XCF)
- ایکس‌پی‌ام (XPM)
- زد‌آی‌اف (ZIF)